# 顺义郡
顺义郡，中国唐朝时设置的郡。
唐玄宗天宝元年（742年），改顺州置顺义郡。治所在宾义县（今北京城区西南西城区南部，原宣武区）。下辖宾义县。天宝十五载（756年）安史之乱爆发，安禄山改为顺州。唐肃宗至德二载（757年）归唐，改为顺义郡。乾元元年（758年）复改为顺州。乾元二年（759年）史思明占据，改为顺义郡。唐代宗广德元年（763年）降为羁縻顺州。